# Emerson da Silva Leal
Émerson da Silva Leal (Esteio, 3 de julho de 1980), mais conhecido somente por Émerson, é um futebolista brasileiro que atuava como volante.

## Carreira
Émerson iniciou sua carreira no Grêmio, em 1999, sendo campeão gaúcho e Campeão da Copa do BRASIL (2001). Em cenário internacional, disputando a Copa Libertadores da América, marcando gols, e sendo decisivo em momentos que precisou aliar técnica a raça. Teve uma passagem no Sport Recife, onde foi homem de confiança do técnico e protagonista de um desempenho notável ao lado de atletas consagrados.
Retornando para o Grêmio onde teve um conflito em virtude de um equivoco médico, alegou a impossibilidade da pratica desportiva, que posteriormente submetido a avaliações especificas foi reintegrado a Equipe, pois o Grêmio, reconheceu que tudo não passou de um equivoco e um excesso preventivo por parte da diretoria em virtude de declarações de um dos médicos.
Em 9 de agosto de 2008, tendo valores para receber do clube, não houve entendimento da diretoria então o volante transferiu-se para o Novo Hamburgo onde atuou, sendo um dos destaques do Campeonato da Gaúcho juntamente com a equipe que disputou a final da primeira fase. Atuou pelo Novo Hamburgo até o final de 2010 e em 2011 assinou contrato com o Canoas, onde permaneceu até o final de 2011.